# Yamaguchi Louis
Yamaguchi Louis (sinh ngày 28 tháng 5 năm 1998) là một cầu thủ bóng đá người Nhật Bản.

## Sự nghiệp câu lạc bộ
Yamaguchi Louis đã từng chơi cho Extremadura UD.